# Christiane Jaccottet
 (janvier 2023).
Si vous disposez d'ouvrages ou d'articles de référence ou si vous connaissez des sites web de qualité traitant du thème abordé ici, merci de compléter l'article en donnant les références utiles à sa vérifiabilité et en les liant à la section « Notes et références ».
Pour les articles homonymes, voir Jaccottet.
Christiane Jaccottet, née le 18 mai 1937 à Lausanne et morte le 26 octobre 1999 à Rivaz, est une claveciniste suisse.

## Biographie
Fille de deux musiciens André et Andrée Wachsmuth-Loew, elle étudie le piano et la théorie musicale au Conservatoire de La Chaux-de-Fonds, avec Élise Faller. Elle y passe son diplôme en 1954 puis elle continue ses études à l’Akademie für Musik und darstellende Kunst à Vienne jusqu'en 1957 auprès d’Eta Harich-Schneider et de Joseph Mertin.
En 1961, elle participe au cours d’interprétation de Gustav Leonhardt. Elle mène par la suite une carrière internationale, enseigne à Lausanne et enregistre notamment l'intégrale de l'œuvre pour clavecin de Johann Sebastian Bach. Elle succède à Isabelle Nef en 1975 et devient professeure de clavecin et de musique ancienne au conservatoire de Genève.

## Discographie
- avec Heinz Holliger et Marçal Cervera : Bach, Couperin et Marais : Oeuvres pour hautbois et basse continue, LP, label : Philips, 1974
- avec Arthur Grumiaux : Bach : Complete Violin Sonatas, 2CD, label : Decca, 1996, d
- Bach : The Well-tempered Part 1, Vol. 2, label Kannon classic, 1998.
- Bach : The Well-Tempered Clavier I / Das Wohltemperierte Klavier, 2 CD, label zyx, classic, 2010
- Bach : Goldberg Variations; 4 Duets, Label classic digital, DDD,
- Bach : Edition 4 Brandenburg Concerto In D Minor, label Mocking burd, 2012
- avec Heinz Holliger : Couperin : Nouveaux Concertos Nos. 7, 8, 10, 11, 13, 14, label aquarius,
- avec Heinz Holliger et Maurice Bourgue, hautbois ; Thomas Zehetmair, violon ;  Klaus Thunemann, basson ; Klaus Stoll, contrebasse ; Jonathan Rubin, luth : Jan Dismas Zelenka :  Sonates en trio, ZWV 181 (1997, 2 CD ECM) (OCLC 165067622)